# سباستین روشه
سباستین روشه (فرانسوی: Sebastian Roché‎؛ زاده ۴ اوت ۱۹۶۴) یک هنرپیشه است. وی از سال ۱۹۸۶ میلادی تاکنون مشغول فعالیت بوده‌است.
از فیلم‌ها یا برنامه‌های تلویزیونی که وی در آن نقش داشته است می‌توان به خانه امن ، مصلح اشاره کرد.

## زندگی شخصی
روشه در سال ۱۹۹۲ به آمریکا نقل مکان کرد. او در سریال غرش با بازیگر آمریکایی، ورا فارمیگا، آشنا شد. آنها در سال ۱۹۹۷، بعد از پایان سریال به باهاماس رفتند. این زوج در سال ۲۰۰۴ از هم جدا شدند و نهایتاً در سال ۲۰۰۵ طلاق گرفتند. در ۳۱ می ۲۰۱۴، روچه با بازیگر استرالیایی، آلیشا هانا در فرانسه ازدواج کرد.

## فیلمها
| سال       | فیلم            | نقش                |
| --------- | --------------- | ------------------ |
| ۱۹۹۳      | مقدسین خانواده  |                    |
| ۲۰۰۲-۲۰۰۳ | اودیسه ۵        | کورت مندل          |
| ۲۰۰۷-۲۰۱۳ | بیمارستان عمومی | جری جکس            |
| ۲۰۰۵      | متاسفم، متنفران |                    |
| ۲۰۰۶      | نام خانوادگی    |                    |
| ۲۰۰۹      | اشک‌های شادی     |                    |
| ۲۰۰۹-۲۰۱۰ | فرینج           | توماس جرومی تیوتان |
| ۲۰۱۰-۲۰۱۱ | سوپرنچرال       | بالدازار           |
| ۲۰۱۱-۲۰۱۵ | خاطرات خون‌آشام  | مایکل مایکلسون     |
| ۲۰۱۳-۲۰۱۴ | اصیل‌ها          | مایکل مایکلسون     |
| ۲۰۱۴      | هاله پوچ        |                    |